# Macedonia na Letnich Igrzyskach Paraolimpijskich 2016
Macedonię na Letnich Igrzyskach Paraolimpijskich 2016 w Rio de Janeiro reprezentowało dwoje strzelców. Był to szósty występ reprezentacji Macedonii na letnich igrzyskach paraolimpijskich (poprzednie miały miejsce w latach:1996, 2000, 2004, 2008 i 2012). Chorążym reprezentacji podczas ceremonii otwarcia igrzysk była Oliwera Nakowska-Bikowa.

## Wyniki

### Strzelectwo
Mężczyźni
| Zawodnik          | Konkurencja                     | Eliminacje | Eliminacje | Finał    | Finał   | Źródło |
| Zawodnik          | Konkurencja                     | Rezultat   | Miejsce    | Rezultat | Miejsce | Źródło |
| ----------------- | ------------------------------- | ---------- | ---------- | -------- | ------- | ------ |
| Wanczo Karanfiłow | pistolet, 25 m SH1              | 542 pkt.   | 24         | NQ       | NQ      | [ 3 ]  |
| Wanczo Karanfiłow | pistolet, 50 m SH1              | 500 pkt.   | 30         | NQ       | NQ      | [ 4 ]  |
| Wanczo Karanfiłow | pistolet pneumatyczny, 10 m SH1 | 556 pkt.   | 16         | NQ       | NQ      | [ 5 ]  |

Kobiety
| Zawodniczka             | Konkurencja                     | Eliminacje | Eliminacje | Finał      | Finał   | Źródło |
| Zawodniczka             | Konkurencja                     | Rezultat   | Miejsce    | Rezultat   | Miejsce | Źródło |
| ----------------------- | ------------------------------- | ---------- | ---------- | ---------- | ------- | ------ |
| Oliwera Nakowska-Bikowa | pistolet, 25 m SH1              | 558 pkt.   | 14         | NQ         | NQ      | [ 3 ]  |
| Oliwera Nakowska-Bikowa | pistolet, 50 m SH1              | 528 pkt.   | 8          | 138,1 pkt. | 4       | [ 4 ]  |
| Oliwera Nakowska-Bikowa | pistolet pneumatyczny, 10 m SH1 | 374 pkt.   | 3          | 92,8 pkt.  | 7       | [ 6 ]  |